# Dartington
Dartington – wieś w Anglii, w hrabstwie Devon, w dystrykcie South Hams. Leży 33 km na południe od miasta Exeter i 278 km na południowy zachód od Londynu. W 2001 miejscowość liczyła 1917 mieszkańców.